# نام من (مجموعه تلویزیونی)
نام من (کره‌ای: 마이 네임; لاتین‌نویسی اصلاح‌شده: Mai Neim) یک سریال تلویزیونی اینترنتی کره‌ای به کارگردانی کیم جین مین و با بازی هان سو هی، پارک هی-سون و آن بو-هیون است. این سریال حول محور زنی شکل می‌گیرد که برای انتقام مرگ پدرش به یک باند تبهکار می‌پیوندد. سه قسمت از هشت قسمت این مجموعه در ۷ اکتبر ۲۰۲۱ در بیست و ششمین جشنواره بین‌المللی فیلم بوسان به نمایش درآمد. در ۱۵ اکتبر ۲۰۲۱ در نتفلیکس منتشر شد.

## خلاصه داستان
دختری پس از وقوع قتل پدرش برای گرفتن انتقام به یک باند تبهکار می‌پیوندد و با دستور آن‌ها وارد نیروی پلیس می‌شود.

## بازیگران
- هان سو هی در نقش یون جی وو / اوه‌های جین[۷]

یکی از اعضای دانگچئون که با نام اوه‌های جین به نیروی پلیس نفوذ می‌کند و به دنبال انتقام قتل پدرش است.
- پارک هی سون در نقش چوی مو جین

رئیس دانگچئون، که بزرگترین باند مواد مخدر کره جنوبی است.
- آن بو هیون در نقش جئون پیل دو

کارآگاه واحد مبارزه با مواد مخدر آژانس پلیس متروپولیتن اینچانگ.
- کیم سانگ هو در نقش چا گی هو

رهبر واحد مبارزه با مواد مخدر آژانس پلیس متروپولیتن اینچانگ.
- لی هاک جو در نقش جونگ تائه جو

یکی از اعضای دانگچئون.

## ساخت
در ۱۱ اوت ۲۰۲۰، نتفلیکس از طریق یک بیانیه مطبوعاتی تأیید کرد که این سریال را به کارگردانی کیم جین مین و نویسندگی کیم بادا منتشر خواهد کرد. در سپتامبر ۲۰۲۰، بازیگران آن مشخص شدند. فیلمبرداری در نوامبر ۲۰۲۰ آغاز شد و در فوریه ۲۰۲۱ به پایان رسید.